# Pseudophoxinus hasani
Pseudophoxinus hasani är en fiskart som beskrevs av Friedhelm Krupp 1992. Pseudophoxinus hasani ingår i släktet Pseudophoxinus och familjen karpfiskar. Inga underarter finns listade i Catalogue of Life.